# Gerben Stallinga
Gerben Stallinga (Oppenhuizen, 18 februari 1900 – Leeuwarden, 15 september 1950) was een Nederlands politicus. 
Hij werd geboren in de Friese gemeente Wymbritseradeel als zoon van Jan Stallinga en Antje Veldhuis. Hij was werkzaam bij de gemeentesecretarie van Wymbritseradeel voor hij in 1927 Jolke Siderius opvolgde als de gemeentesecretaris van Hindeloopen. In 1934 werd Stallinga daar benoemd tot burgemeester. Na de bevrijding in 1945 werd hij gestaakt waarop Ruurd Alta acht maanden waarnemend burgemeester van Hindeloopen was. Stallinga mocht daarna aanblijven. Hij had ook andere bestuurlijke functies:
- secretaris bij waterschap De Madenlaan
- voorzitter plaatselijke afdeling Noord- en Zuid-Hollandse Reddingsmaatschappij
- voorzitter van de Hidde Nijlandstichting

Tijdens de festiviteiten van het Hindelooper jubileum in 1950 werd hij overgebracht naar het Leeuwardense Diakonessehuis, alwaar hij op 50-jarige leeftijd overleed; hij was al maanden ziek.  